# Nikolaus von Bari
Nikolaus von Bari war ein in der ersten Hälfte des 13. Jahrhunderts wirkender Abt und Diakon der Kirche von Bari.
Sehr wenig ist über das Leben des Nikolaus von Bari bekannt. Er verfasste jedoch einen Brief an Petrus de Vinea, den Protonotar des römisch-deutschen Kaisers und Königs von Sizilien Friedrich II.
Möglicherweise ist Nikolaus von Bari auch mit jenem Nikolaus identisch, der eine flammende Lobrede auf den Kaiser hielt. Darin rückte er das staufische Haus in die Nähe Gottes und stellte es als Endkaisergeschlecht dar. Nikolaus pries Friedrich als Helden, das Haus Staufen wurde mit dem Haus David verglichen. Den Staufern sei die Herrschaft bis zur Wiederkehr Christi vorherbestimmt.

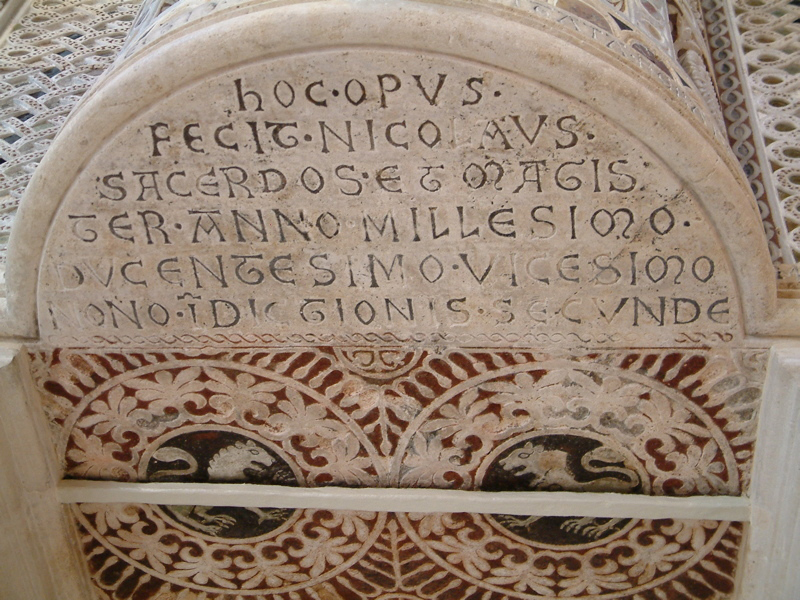
Inschrift vom Ambo der Kathedrale von Bitonto: Hoc opus fecit Nicolaus sacerdos et magister ...

Die hymnische Rede Nikolaus’ ist nach Ansicht der älteren Forschung vor allem vor dem Hintergrund des Kreuzzugs Friedrichs zu verstehen, von dem der Kaiser gerade erst zurückgekehrt war. Friedrich hatte sich in der Grabeskirche von Jerusalem selbst die Krone des Königreichs Jerusalem aufs Haupt gesetzt. Der Schritt zum „messianischen Kaisertum“, das in der späteren Auseinandersetzung mit dem Papsttum noch stärker zum Vorschein kam, war denn auch nicht mehr weit. Im Sommer des Jahres 1229 wurde in der Stadt Bitonto ein Relief am Zugang der Kanzel der Kathedrale angebracht, das (möglicherweise) die Rede noch einmal versinnbildlichte: Das Haus Staufen wurde dort in Form eines Jessebaums dargestellt. Für die Kaiseridee Friedrichs stellt die Rede des Nikolaus jedenfalls einen nicht unwichtigen Aspekt dar.
Die Datierung dieser Preisrede ist in der neueren Forschung umstritten. Sie wurde lange in den Sommer 1229 datiert und in Zusammenhang mit dem besagten Relief gedeutet. Aufgrund inhaltlicher Anspielungen wird sie heute oft aber auch ins Jahr 1235 datiert  bzw. 1235/37 zumindest für möglich gehalten.